# Grupo Agbar
Pour les articles homonymes, voir Agbar.
Grupo Agbar (Sociedad General de Aguas de Barcelona, S.A, soit « Société generale des eaux de Barcelone » en français) est une entreprise du secteur de la gestion de l’eau. Elle a pour origine Aguas de Barcelona et, depuis 2022, fait partie du groupe Veolia. 
Agbar compte 15 000 collaborateurs, 900 installations industrielles et 37 millions de personnes approvisionnées en Espagne et en Amérique latine.

## Histoire

### Création de la SGAB
La Compagnie des Eaux de Barcelone est fondée le 19 juin 1867 à Liège pour approvisionner en eau le nouveau quartier de l'Eixample à Barcelone. Dès 1881, la Lyonnaise des eaux entre dans le capital de la Compagnie des Eaux de Barcelone, et le siège de cette dernière est relocalisé à Paris en 1882 pour devenir la Société Générale des Eaux de Barcelone. Entre 1905 et 1909, la station de pompage de Cornellà qui alimente ensuite la ville de Barcelone en eau est construite. En 1919, la société est relocalisée à Barcelone, puis en 1920, les banques espagnoles Banco de Barcelona, Banco Hispano Colonial, Banco de Bilbao, le syndicat des banquiers de Barcelone et Banca Arnús rachètent le capital de la société qui devient la Sociedad General de Aguas de Barcelona, S.A. (SGAB),,.
Cet approvisionnement passait notamment par l'aqueduc de "Dos Rius" (des deux rivières).
En 1955, la SGAB met en service la station de potabilisation de Sant Joan Despí, toujours en service aujourd'hui. En 1961, la société lance son propre pôle de recherche (Centre d’études et de recherche sur l’environnement ou CEIMA) sur le cycle intégral de l'eau. En 1968, la SGAB crée la Sorea qui réunit ses activités en Catalogne et dans les îles Baléares. Puis en 1979, la Lyonnaise des eaux fait un retour significatif dans le capital de la SGAB.
En 1975, la holding Grupo Agbar se constitue, couvrant des secteurs aussi divers que l'approvisionnement en eau potable, l'assainissement ou la construction. Par la suite ils développeront leurs activités aux champs de l'assistance sanitaire, l'inspection technique de véhicules et le recouvrement de dettes.

### Développement international
En 1998, la SGAB crée la Fondation Agbar. En 1999, SGAB et Suez entre au capital du Chilien Aguas Andina (approvisionnement et gestion des eaux du Grand Santiago) à la suite de sa privatisation. En 2006, la SGAB fait son entrée au Royaume-Uni en rachetant le capital de Bristol Water qui assure la gestion des eaux de la ville de Bristol. Puis en 2007, la SGAB gagne un projet en Chine dans la province de Jiangsu, et un autre en Algérie dans la province d'Oran.
En 2003 le groupe Agbar consolida sa position parmi les cinq premiers groupes espagnol dans le domaine des installations, de la technologie, des systèmes d'automatisation et de maintenance industrielle à travers l'accord avec Emte.
En janvier 2010, le conseil d'administration du groupe décide un recentrage du groupe sur les activités eaux, tout en assurant un actionnariat majoritaire à Suez Environnement. Ainsi les actionnaires ont décidé de retirer Agbar de la bourse et la vente des actions d'Adeslas à La Caixa. Le groupe français prend le contrôle de 75,01 % des activités eau et environnement d'Agbar, tandis que la Caixa garde 24,03 % du capital
En juillet 2014, Suez Environnement annonce l'acquisition de 24,14 % de Grupo Agbar que détient La Caixa, pour détenir Grupo Agbar à 100 %, en échange d'une participation 4,1 % dans Suez Environnement, de 15 % dans Aiguës de Barcelona, de 14,5 % dans Aguas de Valencia et de 299 millions d'euros.
En octobre 2017, pendant la crise qui touche le pays à l'issue du référendum de 2017 sur l'indépendance de la Catalogne, la banque décide de transférer son siège de Barcelone à Madrid.
Début 2022, le groupe Veolia a lancé une offre publique d’achat sur Suez, prenant le contrôle de 86,22 % de son actionnariat, pourcentage qui serait porté à 95,95 % après la clôture de son offre complémentaire sur les actions n’ayant pas participé à son offre initiale. Le groupe est donc repris par Veolia à partir de cette date.

## Activités
Grupo Agbar groupe opère principalement dans 2 secteurs :
- Cycle de retraitement de l'eau : Métier historique du groupe et son secteur principal. Grupo Agbar fournit de l'eau potable ou assainit les eaux usées de plus de 20 millions de personnes en Andorre, en Argentine, en Colombie, à Cuba, au Chili, au Mexique et au Royaume-Uni.
- Assurance santé : Activité assurée par le biais de la compagnie espagnole Adeslas (propriété de Agbar à 55 %).